# 保坂玉泉
保坂 玉泉（ほさか ぎょくせん、1887年5月15日 - 1964年8月28日）は、日本の仏教学者・博士。駒澤大学総長・学長。曹洞宗の僧侶。

## 来歴
新潟県出身。明治35年、新潟県観音寺で得度。大正2年、曹洞宗大学(現、駒澤大学)卒業。同年、曹洞宗研究生となり法隆寺佐伯定胤に倶舎、唯識、因明を学ぶ。5年に曹洞宗大講師、第1中学林校長を経て、14年に駒澤大教授。中国仏教視察後、1972年から9年間、新潟県観音寺住職。この間、曹洞宗宗会議員、宗務院人事部長、教学部長を歴任。1935年、駒澤大教授に再任。世田谷中学校長、栃木県祥雲寺住職。
1957年、駒澤大総長に就任。同年、大教師。
1958年『唯識三類境の研究』で博士号（文学、駒澤大学）を取得。1960年に東京都府中市観音寺勧請、駒澤大学学長。
1964年、日本仏教会の仏書贈呈国際親善使節団長として欧州17カ国訪問。同年、北海道岩見沢に駒澤大学教養部を設立。著書に『道元禅師聖講話』『唯識根本教理』『根本仏教講話』『仏教学概論』『禅学研究』など
1964年（昭和39）8月28日死去、享年77歳。

## 著書
- 「国立国会図書館サーチ」を参照

### 論文
- CiNii>保坂玉泉